# Parlament

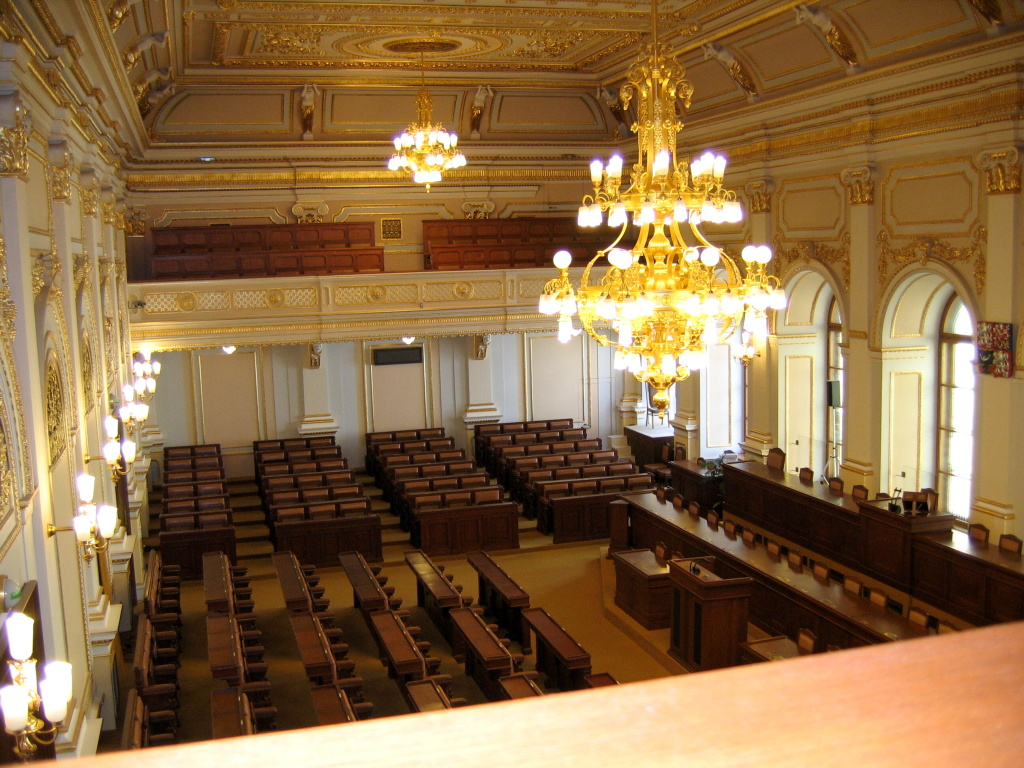
Sněmovna Parlamentu ČR

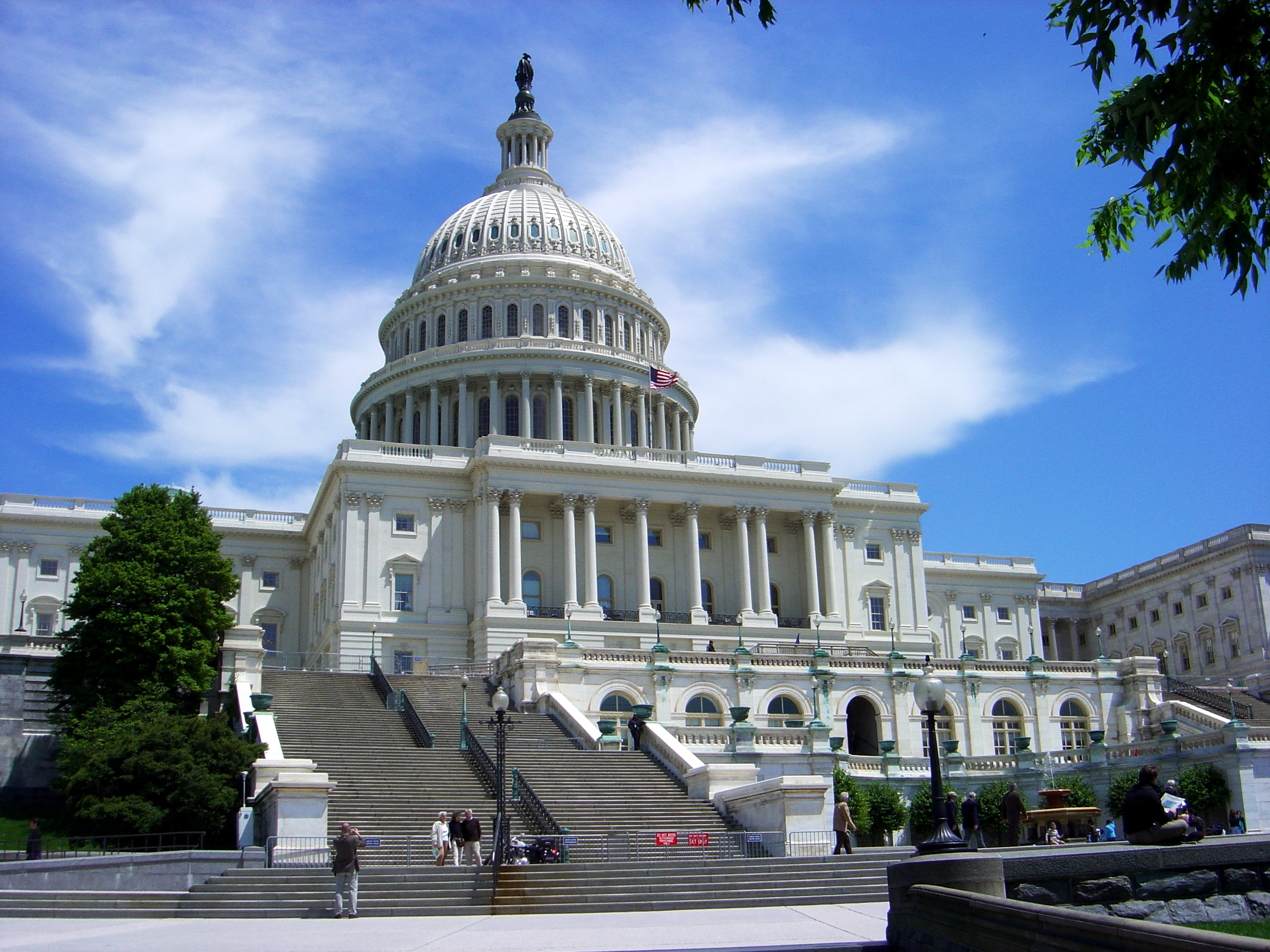
Kapitol ve Washingtonu, sídlo Kongresu USA

Parlament je zákonodárný sbor volených či nevolených zástupců příslušné administrativní územní jednotky, ať už je to stát, svazek států, nebo spolková země státu. Původní význam tohoto slova ve francouzštině je mluvení, rozprávka, rozhovor (parler, mluvit). Význam zákonodárný (zastupitelský) sbor dostal parlament až v anglickém prostředí.[zdroj?]
Jeho moc a vliv se odvíjí od politického uspořádání či režimu, v demokraciích má zákonodárnou moc, může mít důležitou roli při tvorbě nebo rozpuštění vlády, má vyšetřovací a intervenční právo. Může však mít pouze formální, poradní funkci. Parlament rozhoduje v hlasování, pro některá (důležitá) usnesení nestačí prostá nadpoloviční většina, ale většina kvalifikovaná.[zdroj?]

## Historie
Podobná zákonodárná shromáždění zástupců jsou známa z celé historie i z celého světa. Vyvinuly se jako praktická náhrada všeobecného shromáždění obce, jako jsou známé ze starořeckých měst i poradních shromáždění např. kočovných kmenů. Jiným známým starověkým předchůdcem byl římský senát.
V 18. a 19. století vznikly parlamenty dvoukomorové:
- v konstitučních monarchiích vycházejí z doplnění panské moci mocí zástupců měšťanstva, později občanů:
  - komora (označovaná taky jako dolní) – například poslanecká sněmovna, volena lidmi (občany)
  - komora (označovaná také jako horní) – například panská sněmovna, většinou zastoupena šlechtou
- ve spolkových, federativních, demokraciích vyvažují zájmy celého státu a jeho částí:
  - 1. komora – státy federace jsou zde zastoupeny podle počtu obyvatel (sněmovna reprezentantů, lidová sněmovna, národní rada)
  - 2. komora – státy federace jsou zde zastoupeny rovným dílem, nezávisle na počtu obyvatel, případně alespoň podle principu degresivní proporcionality (spolková rada, senát, zemská sněmovna)
- v parlamentních republikách často vykonávají hlavní moc:
  - komora – označována jako dolní komora – volená lidmi většinou na základě poměrného systému (například Poslanecká sněmovna)
  - komora – označována jako horní komora – volená lidmi většinou na základě většinového systému (například Senát)

Dodnes existují i jednokomorové parlamenty, používané zejména v malých zemích (například Národní rada Slovenské republiky).